# Piper strigillosum
Piper strigillosum är en pepparväxtart som beskrevs av William Trelease. Piper strigillosum ingår i släktet Piper och familjen pepparväxter. Inga underarter finns listade i Catalogue of Life.